# اوپینوگورا گورنا
اوپینوگورا گورنا (به لهستانی:  Opinogóra Górna) یک روستا در لهستان است که در گمینا اوپینوگورا گورنا واقع شده‌است. اوپینوگورا گورنا ۶۳۰ نفر جمعیت دارد.